# Маглемозе
Маглемозе (Maglemose) — археологічна культура Північної Європи середньокамяної доби.

## Дослідження
Маглемозька культура названа за поселенням Маглемозе біля міста Муллеруп (Данія). При археологічних розкопках у 1900 році данським вченим Г. Сарау у Маглемозькому торфовищі знайдені кістки дикого бика, благородного оленя, лося, птахів, риб, домашнього собаки, знаряддя із кременя (мікроліти, сокири), роги й кістки (гарпуни, рибальські гачки з кістки, дерев'яні луки,
весла, довбані човни, наконечники стріл і інше).
У наступному сторіччі подібні поселення маглемозької культури були знайдені від Англії до Литви та від шведського Сконе до півночі Франції.

## Поширення
Маглемозька культура була поширена в основному в лісах північноєвропейської рівнини у Великій Британії, Данії, на півночі Німеччини, у Південній і Середній Швеції й Норвегії. 
У Литві були поселення на півдні у Варенському районі, та на заході у Тельшяйському районі.

## Датування
Маглемозька культура датується в основному 9000-5000 роками до нашої ери (раніше датувалася 5000-4000 роками до н.е).
Вона поділяється на 5 часових періодів 1 з яких добореальний й решта - бореальні.
Найранніша стоянка Стар Кар в Англії датується 8000 до н. е.

## Вироби
Маґлемозькій культурі притамане незвичайне поєднання мікролітів і деревообробних знаряддь. Як правило, з появою сокир, тесел та інших деревообробних знарядь мікроліти зникають, а пластинчаста техніка скорочується. Двосторонньо оброблені знаряддя рідко використовувалися разом з мікролітами.

## Господарство
Населення жило невеликими первісними громадами, займалося полюванням, рибальством і збиральництвом; була розвинена обробка кістки, рога, дерева.

## Походження
Маглемозька культура витіснила пізню аренгсбурзьку культуру.
У балтійському регіоні з маглемозької культури розвинулися німанська та кундська культури.
У Данії та на півночі Німеччини маглемозька культура змінилася культурою Конгемозе.